# Вікна (потік)
Вікна (пол. Okna) — потік в Україні, у Тлумацькому районі Івано-Франківської області. Права притока Хотимирки, (басейн Дністра).

## Опис
Довжина річки 6,5 км, найкоротша відстань між витоком і гирлом — 6,04 км, коефіцієнт звивистості потоку — 1,08. Формується безіменними струмками. Потік тече на Покутті.

## Розташування
Бере початок на північно-західних схилах Обертинської гори (369 м) на південно-східній стороні від селища Обертин. Тече переважно на північний захід через Гавриляк і біля села Гарасимів на висоті 220 м над рівнем моря впадає у річку Хотимирку, праву притоку Дністра.

## Цікавий факт
- Біля витоку потоку через селище Обертин пролягає автошлях Т 0904[3].
- На сучасній мапі України притоки річки Хотомирки не зазначенні відповідно до мапи Австрійської монархії та Географічного словника Польщі.